# 友よ (藤井フミヤ&憲武とヒロミの曲)
「友よ」（ともよ）は藤井フミヤ&憲武とヒロミ名義で配信限定でリリースされたシングル曲で、藤井フミヤによる通算32枚目となるシングル曲である。

## 概要
2015年6月3日にフジメロにおいて配信限定で発売された後、同年6月10日にiTunesにおいて配信限定でFUJIPACIFIC MUSIC Inc./FFM.,Ltdから発売されたシングル曲である。
同曲はフジテレビにおいて、2015年と2016年に二回放送された三人がメインを務めている冠番組『ノリタケ・フミヤ・ヒロミが行く! キャンピングカー合宿〜出会い・ふれあい・幸せ旅〜』のオープニングテーマ曲として配信された。藤井フミヤとしては、前作「青春」から2年ぶりのシングル曲であった。

## 配信曲
友よ
作詞：藤井フミヤ / 作曲：藤井尚之 / 編曲：大島賢治

## 収録アルバム
- 『大人ロック』 ※2016年7月13日発売